# Битва при Магнезії
Битва при Магнезії відбулась узимку 190—189 років до н. е. між римською армією на чолі з Сципіоном Азійським та армією Селевкідської держави на чолі з Антіохом III і стала вирішальною битвою Сирійської війни. Селевкідська армія була розгромлена.

## Передісторія
До моменту битви при Магнезії війна велася між Римом і державою Селевкідів (сирійським царством) за відновлення впливу Рима в Східному Середземномор'ї вісім років. Початок військових дій ознаменувала висадка Антіоха III восени на острові Евбея. На сторону Антіоха перейшли Етолійський і Беотійський союзи, Елея, Мессенія, магнети з південної Фессалії і афаманці східного Епіра, інші епіроти вагались. Римлян підтримали Ахейський союз, Македонія, Афіни і фессалійці.

## Наслідки
Римляни поставили ультиматум сирійцям: «Дайте спокій Європі, очистіть всі азійські землі по цей бік Тавра», а також зажадали контрибуцію в 15 000 талантів і видачі Ганнібала.